# 追悼のメロディ
『追悼のメロディ』（Le Corps de Mon Ennemi）は1976年公開のフランスの映画。カラー作品。
アンリ・ヴェルヌイユ監督、ジャン＝ポール・ベルモンド主演、フェリシアン・マルソー原作の復讐サスペンス。主人公が事件の真相に迫っていく姿を、現在と過去を交錯させながらスリリングかつ叙情的に描き出している。

## ストーリー
繊維産業が支配する街で、労働者の家に生まれたルクレールは、ブルジョアへの憎しみを抱かえて育った。大人になると、彼は毛織物工場の社長令嬢ジルベルトを誘惑し、町の名士の仲間入りを果たす。そして上流階級相手のクラブを経営するが、彼を待ち受けていたのは殺人犯の汚名を着せる罠だった。それから7年、服役していたルクレールが帰郷する。自分を嵌めた真犯人を暴き、復讐を果たそうと動き出す。

## キャスト
- ジャン＝ポール・ベルモンド：フランソワ・ルクレール（千田光男）
- マリー＝フランス・ピジェ：ジルベルト・リエガー
- ベルナール・ブリエ：J・B・リエガー
  - 吹き替え初回放映 - 1985年12月7日(土) テレビ朝日『ウィークエンドシアター』